# Bruno Capinan
Bruno Capinan (Salvador, 18 de octubre de 1981) es una celebridad de la música con doble nacionalidad, brasileña y canadiense, que reside en Toronto.

## Trayectoria artística
Capinan inició su carrera artística en 2004, pero no publicó su primer álbum hasta 2010, cuando publicó el disco Gozo. En 2016 lanzó Divina Graça, el tercero y, hasta ese momento, su trabajo más famoso. Fue producido por el carioca Domenico Lancellotti y grabado en Canadá, y contó con la participación del músico Bem Gil. Divina Graça proyectó la carrera de Bruno Capinan en Brasil y en el extranjero, apareciendo en el diario francés Libération, en el diario británico The Guardian y en la publicación estadounidense Vice. El éxito que alcanzó conllevó a que el álbum también se editara en Japón, por la discográfica P-vine Records, en una edición especial con canciones extra y una portada diferente.
En 2017 empezó una colaboración con el compositor y multiinstrumentista japonés Jun Miyake, con quien actuó durante la inauguración de la Japan House de Sao Paulo. Capinan representó a los cantantes locales en el evento, que tuvo lugar en el parque de Ibirapuera y contó con un público de 20.000 espectadores. Ese mismo año, compuso las canciones Puntual y Alta Maré para el disco Lost Memory Theatre-act 3 del cantante nipón.
También cedió sus composiciones a otros artistas brasileños, entre ellos la brasileña Filipe Catto y la bahiana Marcia Castro.
Real fue seleccionado como uno de los 25 mejores álbumes brasileños del segundo semestre de 2019 por la Asociación Paulista de Críticos de Arte. El sexto álbum de Capinan, llamado Tara Rara, es un disco queer de bossa nova con una temática y perspectiva no binaria.

## Vida personal
Capinan vive en Canadá desde los años 2000. Es una persona de género no binario y su pronombre es elle.

## Discografía
- 2010 - Gozo
- 2014 - Tudo Está Dito
- 2016 - Divina Graça
- 2019 - Real
- 2020 - Leão Alado Sem Juba
- 2022 - Tara Rara